# ICat
iCat est une station de radio publique espagnole appartenant à la Corporació Catalana de Mitjans Audiovisuals (CCMA).

## Présentation
Elle appartient à la fédération des organismes de radio et de télévision des autonomies, une association professionnelle regroupant les principales chaînes de radio et de télévision régionales publiques du pays.
Lancée le 23 avril 2006, jour de la Sant Jordi (Saint-Georges), elle succède à Catalunya Cultura, station à dominante culturelle qui avait commencé ses émissions le 2 février 1999, avant de cesser d'émettre, faute d'avoir trouvé son public.
La grille des programmes de iCat, entièrement repensée, est toujours consacrée à la culture sous toutes ses formes (littérature, cinéma, théâtre, etc.), mais sans négliger les nouvelles formes d'expression (internet) et les musiques actuelles. Les groupes et formations musicales d'expression catalane sont mises à l'honneur, et représentent 30 % de la programmation musicale de la station.
iCat dispose d'un réseau d'émetteurs en modulation de fréquence (FM) lui permettant de couvrir l'ensemble de la Catalogne, mais est également diffusée sur internet. Plusieurs webradios sont produites et diffusées sur le site de iCat fm : Musicatles (musiques du monde), iCatJazz (jazz et blues), TotCat (musique en catalan), Mediterràdio (musique des pays méditerranéens) et Xahrazad (voix féminines).
Le site de la station a été récompensé en 2007 par le Premio Nacional de Internet de Cataluña.